# 翟超
翟超（？年—169年），東漢山陽太守，曾沒收中常侍侯覽的財產。八及之一。

## 生平
延熹八年（公元165年），翟超任命張儉為東部督郵。
建寧二年（公元169年），大長秋曹節向官吏奏報：「結黨的人有前司空虞放、李膺、杜密、朱寓、荀翌、翟超、劉儒、范滂等人，請把他們交給州郡官府審問。」當時漢靈帝十四歲，問曹節說：「什麼是結黨？」曹節說：「互相結黨，就是黨人。」漢靈帝又問：「黨人有何罪，非要誅殺？」曹節說：「都是些互相推舉之人，有不軌的意圖。」漢靈帝問：「怎樣的不軌？」曹節回答說：「欲圖社稷。」於是漢靈帝批奏。前司空虞放、太僕杜密、長樂少府李膺、司隸校尉朱寓、潁川太守巴肅、沛相荀翌、河內太守魏朗、山陽太守翟超、任城相劉儒、太尉掾范滂等一百多人，都死在獄中。
張儉、岑晊、劉表、陳翔、孔昱、苑康、檀敷、翟超八人，人稱八及，即能引導他人追隨眾人所宗仰的賢人。